# Chalautre-la-Grande
Chalautre-la-Grande är en kommun i departementet Seine-et-Marne i regionen Île-de-France i norra Frankrike. Kommunen ligger i kantonen Villiers-Saint-Georges som tillhör arrondissementet Provins. År 2022 hade Chalautre-la-Grande 657 invånare.

## Befolkningsutveckling
Antalet invånare i kommunen Chalautre-la-Grande
| Referens: INSEE |